# Sous la table
Sous la table est une nouvelle de Théophile Gautier, sous-titrée Dialogue bachique, publiée pour la première fois en 1833 dans le volume des Jeunes France, romans goguenards.

## Résumé
Après une soirée bien arrosée, ayant roulé sous la table, Roderick et Théodore comparent la vertu de leurs maîtresses. "Les personnages sont deux ivrognes qui jasent métaphysique transcendantale : leurs saillies, leurs réparties et leurs paradoxes sont fort bizarres, comme on pourrait le deviner ; on n'est pas raisonnable quand on est ivre." 